# 悪魔のひじの家
『悪魔のひじの家』（あくまのひじのいえ、原題：The House at Satan's Elbow）は、ジョン・ディクスン・カーの長編推理小説。探偵役はギディオン・フェル博士。

## あらすじ
ガレットは、友人ニックが相続した「悪魔のひじの家」に誘われる。到着するやニックの叔父ペニントンが自分の銃で撃たれるが空砲だった。事件をめぐり家族や宿泊客が議論になるが、ニックの叔母エステルの誕生会の準備で着替えに行ったペニントンが、今度は本当に実弾で撃たれ、犯人は部屋から消えていた。遅れて到着したフェル博士が2つの狙撃事件の捜査に乗り出す。　

## 主な登場人物
- クラヴィス・バークリー - 「悪魔のひじの家」に住んでいた富豪。
- ニコラス・バークリー - 家出して渡米したクラヴィスの長男。アメリカで死亡。
- ニコラス（ニック）・バークリー・ジュニア - ニコラスの息子。クラヴィスから遺言で屋敷と財産を譲られる。
- ペニントン（ペニー）・バークリー - クラヴィスの次男。ニックの叔父
- ディードル・バークリー - ペニントンの若い妻。ニックの義叔母。
- エステル（エシー）・バークリー - クラヴィスの長女でペニントンの妹。ニックの叔母。
- ガレット・アンダスン - ニックの友人。
- フェイ・ウォーダー - ガレットが想いを寄せる女性。ペニントンの秘書。「悪魔のひじの家」の近所で起きた事件の関係者。
- エリオット - ロンドン警視庁の副警視長。
- ギディオン・フェル博士 - 名探偵。

## 提示される謎
- 密室（窓が内側から鍵のかかった部屋。撃たれた犠牲者だけで犯人の姿がない。）

## 日本語訳
- 『悪魔のひじの家』白須清美（訳）、新樹社、1998年。ISBN 978-4787584861。
- 『悪魔のひじの家』白須清美（訳）、創元推理文庫、2024年。ISBN 978-4488118518。